# Burg Tornau
Die Burg Tornau (slowakisch Turniansky hrad oder hrad Turňa, ungarisch Tornai vár) ist die Ruine einer Höhenburg beim ostslowakischen Ort Turňa nad Bodvou (deutsch Tornau) im Okres Košice-okolie. Sie befindet sich auf einem 375 m n.m. hohen Kalkhügel am Rande des Slowakischen Karstes.

## Geschichte
Die Burg Tornau wurde zum ersten Mal im Jahr 1357 als castrum Thorna schriftlich erwähnt und war damals Gut des Geschlechts Tornay. Eine kleine Burgstätte soll es aber bereits 1198 gegeben haben und der Kern der späteren Burg soll spätestens bis zur Wende des 13. und 14. Jahrhunderts gebaut worden sein. Nach dem Aussterben der Tornays fiel die Burg im Jahr 1406 an die ungarische Krone, zu den Besitzern gehörte unter anderen auch das Geschlecht Bebek. 1448 eroberten Johann Giskras Truppen die Burganlage, wurden aber zehn Jahre später vertrieben. Wegen der Türkenkriege organisierten die Bebeks einen Ausbau, der von 1540 bis 1550 stattfand. Nach dem Aussterben dieses Geschlechts im Jahr 1567 kam es zu relativ häufigen Besitzerwechseln. 1652 eroberten osmanische Truppen und 1678 Kuruzen von Emmerich Thököly die Burg, wurden aber bereits ein Jahr später von einem kaiserlichen Heer unter General Leslie zur Kapitulation gezwungen. 1683 gelang Thököly auch mit Hilfe von Osmanen eine erneute Eroberung, mit der Niederschlagung seines Aufstands besetzten kaiserliche Truppen unter General Schultz die Burg, der die Schleifung von Wehranlagen anordnete, um einer zukünftigen Nutzung durch Aufständische vorzubeugen.
In der Folgezeit wurden die Wohngebäude saniert und dort Soldaten einquartiert. Wegen Unachtsamkeit der Garnison brannte 1848 die Burg aus und ist seither eine Ruine. Eine weitere Zerstörung von Burgmauern erfolgte während des Zweiten Weltkriegs, als von hier Wehrmachttruppen eine Straße beschossen.

## Heutiger Zustand
Die Burgruine ist mittlerweile in einem sehr schlechten Zustand. Es sind Mauerreste von Bastionen, Wehranlagen, Palassen und des Turms erhalten geblieben, gelten aber als einsturzgefährdet. Der 2014 gegründete Bürgerverein Castrum Thorna versucht, die Ruine zu konservieren.
Die Überreste sind frei zugänglich und über einen relativ steilen Weg von Turňa nad Bodvou erreichbar. Teile des Anstiegswegs wurden durch die Felsen gehauen, teilweise sind noch Spuren von Rädern mittelalterlicher Wagen sichtbar.